# Tanacetum germanicopolitanum
Tanacetum germanicopolitanum — вид рослин з роду пижмо (Tanacetum) й родини айстрових (Asteraceae).

## Опис
Нижні листки вузьколінійно-зворотноланцетоподібні за контуром з 7–11 парними бічними сегментами. Сегменти довгасто-зворотноланцетоподібні і, як правило, довші за ширину. Квіткових голів 10–40 на стебло. Кільце приквіток 6–8 × 4–5 мм

## Середовище проживання
Ендемік Туреччини (північна Анатолія). Населяє крейдяний пагорбовий степ.